# 일본의 공휴일
일본의 공휴일은 일본에서 제정되는 공휴일이다. '국민의 축일에 관한 법률'에 의해 국민 전체를 기속하는 공휴일제도가 운용된다.

## 특징
일본에서 제정하는 공휴일은 총 16일로, 음력 형태의 공휴일이 없고 모두 양력으로만 쉬며, 일요일과 겹칠 경우 다음날에 쉴 수 있는 대체공휴일제도를 시행하고 있다.
그리고 법정공휴일은 아니지만 일본은 대략 12월28일부터 1월3일까지 대부분의 회사가 휴일이다.(직종에 따라 12월 24일 크리스마스 이브 3시에 퇴근해서 1월5일까지 더 길게 쉬는 곳들도 꽤 된다.) 

## 주요 공휴일
- 설날 : 1월 1일이며, 음력이 아닌 양력으로 쉰다.
- 성인의 날 : 원래는 1월 15일이었지만 2000년부터 1월 둘째 월요일로 변경되었다.
- 건국기념일 : 2월 11일이며 제2차 세계 대전 이전까지의 명칭은 "일본 기원절"이었다.
- 천황탄생일 : 2월 23일이며 나루히토 현 천황의 탄생을 기념하는 날이다. 이 날은 천황이 새로 즉위할 때마다 바뀌며 제2차 세계 대전 이전까지의 명칭은 "천장절"이었다.[1]
- 춘분의 날 : 3월 21일경으로 4일연휴다.
- 쇼와의 날 : 4월 29일이며 쇼와 천황생일이다.
- 헌법 기념일 : 5월 3일
- 녹색의 날 : 5월 4일
- 어린이날: 5월 5일, 대한민국도 이 날이 어린이날이다.[2]
- 대체 휴무일: 5월 6일, 이 날은 대부분 대체로 쉬는 날이 있다고 전해진다.
- 바다의 날 : 원래는 7월 20일이었지만 2002년부터 7월 셋째 월요일로 변경되었다.
- 산의 날 : 8월 11일, 산을 등반하는 날 혹은 등산하는 날로 기념일로 지정을 했다.
- 경로의 날 : 원래는 9월 15일이었지만 2003년부터 9월 셋째 월요일로 변경되었다.
- 국민의 휴일 : 국민의 날로 쉬는 날
- 추분의 날 : 9월 23일경으로 3일연휴다.
- 스포츠의 날 : 원래는 10월 10일이었지만 2000년부터 10월 둘째 월요일로 변경되었다.
- 문화의 날 : 11월 3일이며 메이지 천황의 생일이다.
- 근로감사의 날 : 11월 23일

### 골든 위크
- 일본의 골든 위크는 4월 29일(쇼와의 날)부터 5월 3일(헌법 기념일), 5월 4일(녹색의 날),  5월 5일(어린이날), 5월 6일 (대체 휴무일)까지 연휴가 이어지는 주간이며 회사 사정에 따라 8~9~10일간 쉴 수 있도록 하는 연휴를 말한다.

## 같이 보기
- 대한민국의 공휴일
- 조선민주주의인민공화국의 휴식일
- 휴일
- 골든 위크